# Kallymeniaceae
Kallymeniaceae, porodica crvenih alga, dio reda Gigartinales. Postoji 43 roda sa 193 priznatih vrsta

## Rodovi i broj vrsta
1. Austrokallymenia Huisman & G.W.Saunders 	6
2. Austrophyllis Womersley & R.E.Norris 	2
3. Austropugetia R.L.Moe 	1
4. Beringia Perestenko 	1
5. Blastophyllis D'Archino & W.A.Nelson 	2
6. Callocolax F.Schmitz ex Batters 	3
7. Callophyllis Kützing 	64
8. Cirrulicarpus Tokida & Masaki 	1
9. Commanderella Selivanova, Zhigadlova & G.W.Saunders 	1
10. Croisettea M.J.Wynne 	3
11. Ectophora J.Agardh 	2
12. Erythrophyllum J.Agardh 	5
13. Euthora J.Agardh 	3
14. Fulgeophyllis D'Archino, S.-M.Lin & Zuccarello 	2
15. Glaphyrymenia J.Agardh 	1
16. Glaphyrymeniopsis Kraft & G.W.Saunders 	1
17. Hommersandia G.I.Hansen & S.C.Lindstrom 	2
18. Hormophora J.Agardh 	1
19. Huonia G.W.Saunders 	1
20. Judithia D'Archino & S.-M.Lin 	2
21. Kallymenia J.Agardh 	34
22. Leiomenia Huisman & G.W.Saunders 	3
23. Leniea R.L.Moe 	2
24. Meredithia J.Agardh 	12
25. Metacallophyllis A.Vergés & L.Le Gall 	1
26. Nereoginkgo Kylin 	2
27. Nothokallymenia A.Vergés & L.Le Gall 	2
28. Polycoelia J.Agardh 	4
29. Psaromenia D’Archino, W.A.Nelson & Zuccarello 	3
30. Pugetia Kylin 	6
31. Rhipidomenia G.W.Saunders 	1
32. Rhizopogonia Kylin 	1
33. Rhytimenia Huisman & G.W.Saunders 	2
34. Salishia Clarkston & G.W.Saunders 	3
35. Stauromenia D'Archino & W.A.Nelson 	2
36. Thalassiodianthus G.W.Saunders & Kraft 	1
37. Thamnophyllis R.E.Norris 	2
38. Tytthomenia G.W.Saunders 	1
39. Varimenia R.L.Moe 	1
40. Velatocarpus Perestenko 	2
41. Verlaquea Le Gall & Vergés 	2
42. Wendya D'Archino & S.-M.Lin 	1
43. Zuccarelloa D'Archino & W.A.Nelson 	1